# Andrea Palladio
Andrea di Pietro della Gondola, vulgo Palladio (Pádua, 30 de novembro de 1508 – Vicenza, 19 de agosto de 1580) foi um arquitecto italiano, cidadão da República de Veneza.

## Vida
Andrea nasceu em Pádua, então parte da República de Veneza, na Itália. Sobre sua vida pessoal pouco é conhecido. Iniciou sua carreira como cortador de pedra, tendo estudado no atelier do escultor Bartolomeo Cavazza da Sossano. Em 1524 mudou-se para Vicenza, sendo admitido na oficina Pedemuro de cantaria e construção. Quando estava com cerca de trinta anos e já trabalhava como construtor seu talento chamou a atenção do conde Gian Giorgio Trissino, um afamado humanista, que se tornou seu mentor e deu-lhe o apelido de Palladio, a partir de um personagem de seu poema épico A Itália liberta dos Godos, e providenciou para que ele recebesse uma educação humanista esmerada com uma ênfase na arquitetura. A partir de então Palladio entrou em contato com o pensamento de arquitetos canônicos como Vitrúvio e Alberti, e de tratadistas contemporâneos como Sebastiano Serlio, e viajou várias vezes para Roma a fim de realizar desenhos e medições exatas das ruínas antigas, desvendando seu sistema de proporções. Seus estudos resultaram nos livros L'Antichità di Roma, publicado em 1554, na verdade mais um guia turístico como muitos que circulavam na época, descrevendo os monumentos antigos mais importantes, mas já abordando os temas principais de seu interesse, e Descrizione delle chiese in la Cità di Roma, do mesmo ano, cujo caráter era acima de tudo o de um roteiro piedoso pelas igrejas da cidade, mas tratando também da técnica de construção. Com esses livros em seu crédito, Palladio ergueu-se na cena como uma autoridade. Sua consagração definitiva veio logo em seguida, quando em 1556 o celebrado humanista Daniele Barbaro, que havia se tornado seu novo patrono depois da morte de Trissino, publicou uma edição da obra de Vitrúvio que superou todas as que então existiam, traduzida para o vernáculo e acrescida de extensos comentários eruditos, ilustrado com reconstruções de prédios desaparecidos da Antiguidade feitas pelo próprio Palladio, e elogiando seu protegido por sua vivacidade mental e sua habilidade de entender os mais belos e sutis princípios da antiga arquitetura. Tornou-se então uma figura notória, obtendo o favor de importantes aristocratas e tornando-se amigo de intelectuais, chegando a se tornar membro da prestigiosa e exclusivista Academia de Florença. Em 1570, com uma carreira já consolidada e grande prestígio, publicou uma obra que se tornaria fundamental na história da arquitetura moderna, I Quattro Libri dell'Architettura, em quatro volumes e fartamente ilustrado, onde discutia seu próprio trabalho bem como o resultado de suas pesquisas sobre a arquitetura clássica. Abordava as ordens arquitetônicas, a edificação doméstica e pública, o urbanismo e a construção sacra, e considerava o modelo antigo indispensável para a formação de uma verdadeira civilização, mas não obstava a criação original a partir dele. Disse que '"não é vedado ao arquiteto afastar-se algumas vezes do uso comum, pois tais variações são graciosas, e se baseiam na natureza". As ruínas antigas então visíveis eram principalmente prédios públicos, pouco se sabia da habitação romana, e com isso ele ofereceu seus próprios projetos como exemplos idealizados, estabelecendo com eles o mais coerente sistema de proporções edilícias do Renascimento. Além de apresentar suas ideias de uma forma inovadoramente sucinta e objetiva, o livro introduziu um novo sistema de ilustração arquitetônica com vistas múltiplas e detalhes em separado a fim de fornecer a maior quantidade possível de informações exatas. I Quattro Libri dell’Architettura desde então se tornou canônico, sendo, com a exceção da obra vitruviana, o mais influente tratado de arquitetura de todos os tempos.

## Obra arquitetônica

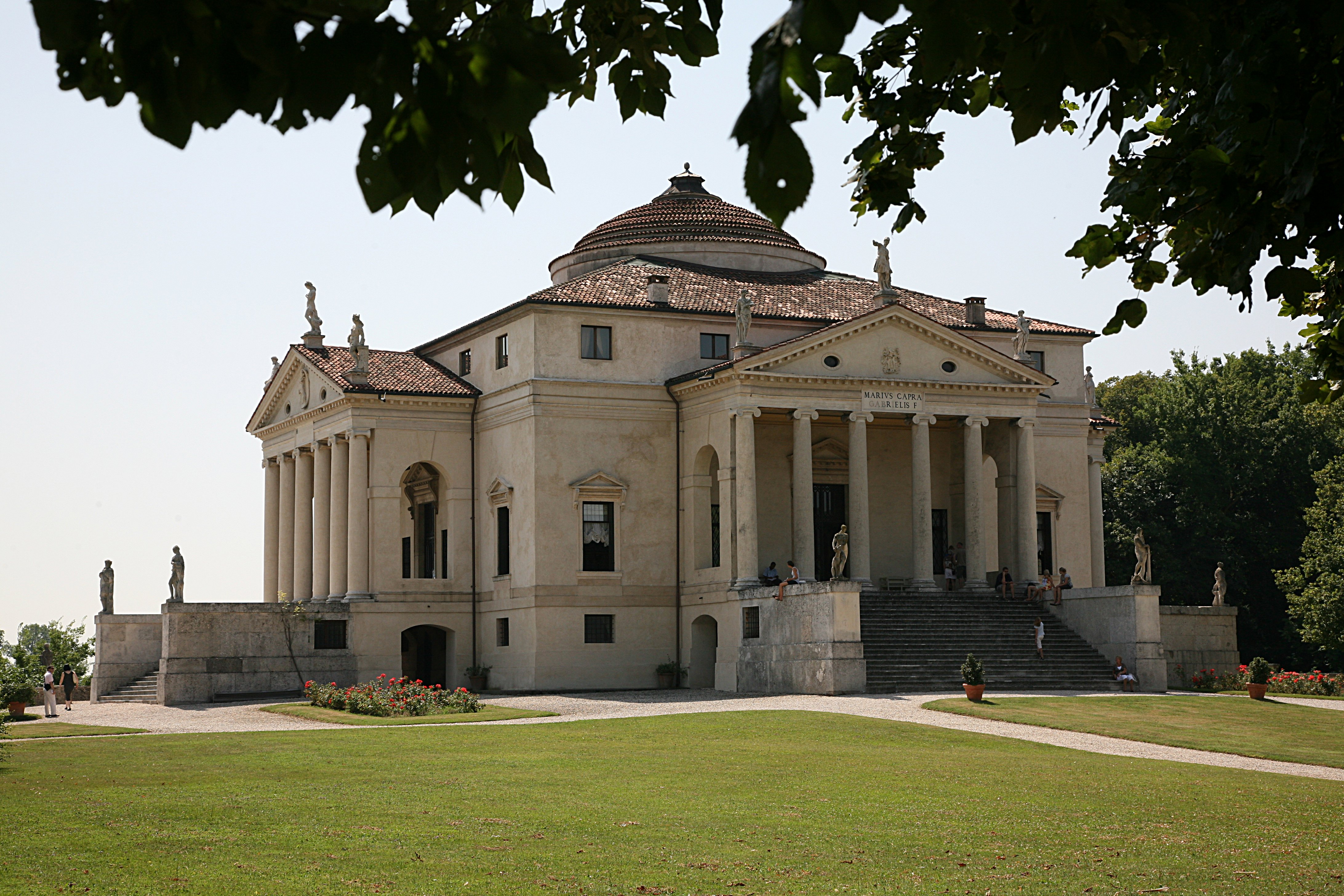
Villa Capra, dita La Rotonda, a mais famosa construção de Palladio

Sua produção está toda na região do Vêneto, com um bom número de prédios na cidade de Vicenza e alguns em Veneza, e muitos outros espalhados pelo interior. A República de Veneza, que dominava a região como uma potência naval, em meados do século XVI estava tendo de enfrentar a competição de rotas comerciais oceânicas que começavam a minimizar a importância da navegação mediterrânea. Entrando o comércio marítimo em declínio, a elite veneziana passou a se interessar pela aquisição de propriedades em terra firme, estabelecendo fazendas e ali erguendo villas para poder administrar seus investimentos rurais mais diretamente e com mais eficiência, ao mesmo tempo desejando tornar a sede rural uma mansão confortável e sofisticada, que fosse capaz de receber as nobres famílias dignamente para temporadas de descanso e prazer. O caso de Vicenza, onde está a maior concentração de suas obras, foi um pouco diferente. Seu patriciado era ideologicamente muito mais coeso do que o veneziano, tendo fechado as portas para a absorção de novos-ricos em suas fileiras, o que a tornou um baluarte de um humanismo aristocrático e conservador. Mas era uma cidade provinciana, sem qualquer expressão significativa na política da República. A solução que sua aristocracia encontrou para afirmar seu status foi a construção de palacetes urbanos imponentes, e sua ambição excessiva se revela na quantidade de projetos que nunca foram levados a cabo. De qualquer forma, a forte inclinação de Palladio para a arquitetura da Roma Antiga o tornou uma figura de eleição para que a elite pudesse contestar simbolicamente a supremacia veneziana, que alimentava uma estética edilícia bem mais eclética. Mas do mesmo modo que os venezianos, os vicentinos também ergueram diversas mansões rurais, com os mesmos objetivos de administração prática e recreio. Palladio projetou igrejas, palácios e palacetes urbanos e outros edifícios, mas foram suas villas rurais que lhe granjearam a maior estima de seus contemporâneos e dos pósteros, a ponto de um grande conjunto delas, com 47 exemplares, ser hoje Patrimônio Mundial conforme declaração da UNESCO.

### Avillapalladiana
Segundo Tavernor a arquitetura de Palladio é uma síntese entre os altos vôos do idealismo social de seu tempo com uma preocupação de atender às necessidades práticas de habitabilidade como a base de um bom projeto, aliando funcionalidade, conforto e estabilidade com a beleza e um simbolismo significativo. Nisso ele era um claro continuador de Vitrúvio, que recomendava ao arquiteto obter de um edifício firmitas, utilitas e venustas (solidez, utilidade e beleza) Tendo como base a espessura das paredes ele determinava todas as dimensões da casa usando proporções derivadas de consonâncias musicais, e dispunha os aposentos de acordo com coordenadas modulares. As mesmas preocupações de integração total entre espaços, funções e estética norteavam suas ideias urbanísticas, e dizia que "a cidade não seja mais do que uma grande casa, e que a casa seja uma pequena cidade". Palladio organizava a planta de modo a associar organicamente ao corpo principal da casa outras dependências para armazenagem de equipamentos e da produção agrícola, formulando um modelo geral que se tornou sua marca registrada, onde, usando um número de elementos formais relativamente limitado, conseguia criar soluções elegantes e de enorme variedade, e empregando materiais econômicos. A villa palladiana é inovadora porque, segundo Pevsner,
| “ | pela primeira vez na arquitetura ocidental paisagem e arquitetura foram concebidas como pertencendo uma à outra. Aqui pela primeira vez os principais eixos das casas se prolongam para dentro da natureza, ou, alternativamente, o espectador contempla a casa como o coroamento da vista paisagística. | ” |

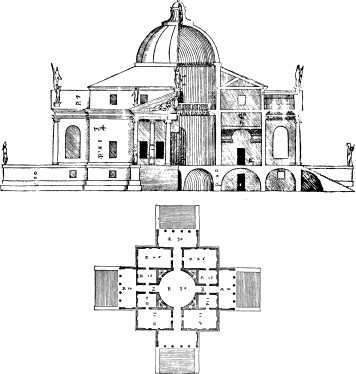
Projeto original da Villa Capra, inspirada no modelo do templo centralizado

Ele também foi o primeiro a usar consistentemente o frontão do templo grego como a cobertura de um pórtico, característica que de todas foi a mais imitada. A estrutura dos prédios era simétrica, com um corpo principal centralizado, flanqueado por alas de aposentos secundários ou arcadas que ampliavam a vista frontal, a mais importante. O prédio central tinha geralmente três pavimentos — um térreo com aposentos para os criados, cozinha e depósitos, um segundo piso, o piano nobile, onde estavam as salas mais importantes e os dormitórios dos proprietários, e um terceiro piso com outros dormitórios e saletas auxiliares. As alas e arcadas laterais usualmente tinham apenas um pavimento. O piano nobile era o fulcro da composição, onde a família passava a maior parte do tempo e recebia seus convidados, e era por isso onde o pé-direito era mais alto, a fim de emprestar imponência aos ambientes, e onde o luxo do mobiliário e das pinturas murais se concentrava. O piano nobile era acessado diretamente do exterior, sem ter-se de passar pelas áreas menos nobres da mansão no térreo, e muitas vezes o acesso tinha dimensões monumentais em grandes pórticos e escadarias. O arquiteto ainda usou amiúde um modelo característico de janela em arco dividida por colunetas, que em certos casos é usada como porta ou pórtico e adquire um papel proeminente na articulação da fachada, e que veio a ser conhecida como janela palladiana. Dependendo da topografia do entorno, se oferecesse vistas agradáveis em todas as direções, a villa podia se desdobrar nas quatro fachadas de forma igualmente suntuosa e imponente, com galerias, arcadas e escadarias. O caso paradigmático dessa circunstância é a célebre Villa Capra, chamada La Rotonda, com quatro fachadas idênticas, mas exatamente por essa simetria ela está entre as menos funcionais de todas as que criou. Mas foi de todas a mais copiada por seus êmulos, por ser um exemplo perfeito de harmonia formal, combinando de forma muito feliz duas formas simples — o cubo e a esfera — que Palladio considerava, respectivamente, a mais regular e a mais bela, e que tinham associações místicas. A seu respeito Palladio disse:
| “ | … sendo articulada a partir de um único elemento, onde não se encontra fim nem início, nem se distinguem um do outro, mas tendo todas as suas partes similares entre si, e todas participando na figura do todo; em uma palavra, os extremos sendo encontrados em todas as suas partes, igualmente distantes do centro, a tornam perfeitamente adequada para demonstrar a essência infinita, a uniformidade, e a justiça de Deus". | ” |

Planejada sobre a forma da cruz grega, a Villa Capra é coroada por uma cúpula, e é um exemplo primoroso de uma arquitetura regida pela ordem, fazendo eficiente contraste com os jardins e os campos do entorno, que complementam a racionalidade do edifício com o encanto pastoral da natureza, uma integração que era conscientemente buscada tanto pelo arquiteto como pelos seus patronos. Fica nesse exemplo também clara a obsessão do autor com as proporções harmônicas geradas por uma geometria dinâmica, que estabelece as dimensões de todas as partes a partir de um módulo primário dividido ou multiplicado de várias maneiras, mas sempre mantendo uma coerência matemática entre si. Ele expressou isso claramente ao dizer que "a beleza resultará de uma forma bela, e da correspondência do todo para com as partes, e das partes entre si, e destas para com o todo". Pesquisadores recentes conseguiram provar que as proporções harmônicas usadas por Palladio se baseiam em conceitos formulados pelos humanistas do Renascimento a partir da matemática pitagórica e das filosofias platônica e neoplatônica, e em teorias de harmonia musical desenvolvidas pelos compositores vênetos de sua época. O objetivo final dessas teorias era espelhar na criação humana a ordem cósmica estabelecida pela divindade e manifesta na natureza, ordem que era possível alcançar e compreender através das relações numéricas, onde de todas a mais importante era a seção áurea. Essas relações foram aproveitadas na música e na arquitetura, bem como em outras artes, desde a Antiguidade, e suas conotações éticas estavam na identificação do que é belo com o que é bom e virtuoso, um conceito que fora sintetizado pelos gregos na kalokagathia.
Apesar de célebre, o caso da Villa Capra é atípico. Normalmente as villas tinham uma fachada principal, e as outras eram subsidiárias, com tratamentos bem diferenciados, e em diversas ocasiões prescindiu das dependências anexas, o que sugere que o arquiteto estava mais interessado em explorar várias possibilidades estruturais e plásticas sem se fixar numa fórmula cristalizada. Os testemunhos confirmam essa asserção, e as variações são muitas, mesmo porque as necessidades dos contratantes eram diferentes. A concepção do todo como um conjunto destinado a obter um efeito cenográfico com a integração da paisagem, porém, é onipresente em seu trabalho. Para Constant o impacto das suas villas só pode ser realmente apreciado a partir da experiência vivencial direta, e diz que parte das incompreensões que rodearam suas ideias anos mais tarde derivam da divulgação dos projetos em ilustrações impressas, sem que o público jamais tivesse visto as obras concluídas in situ, opinião que fora defendida antes por Goethe.

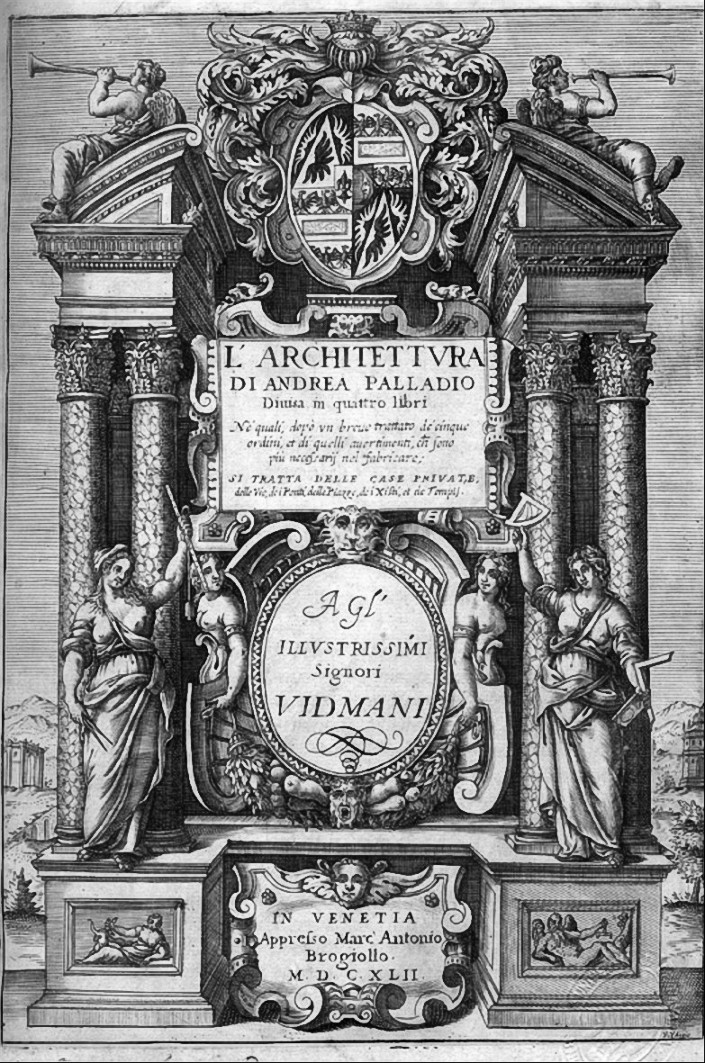
I Quattro Libri dell’Architettura, Frontispício da edição de 1642 com título abreviado
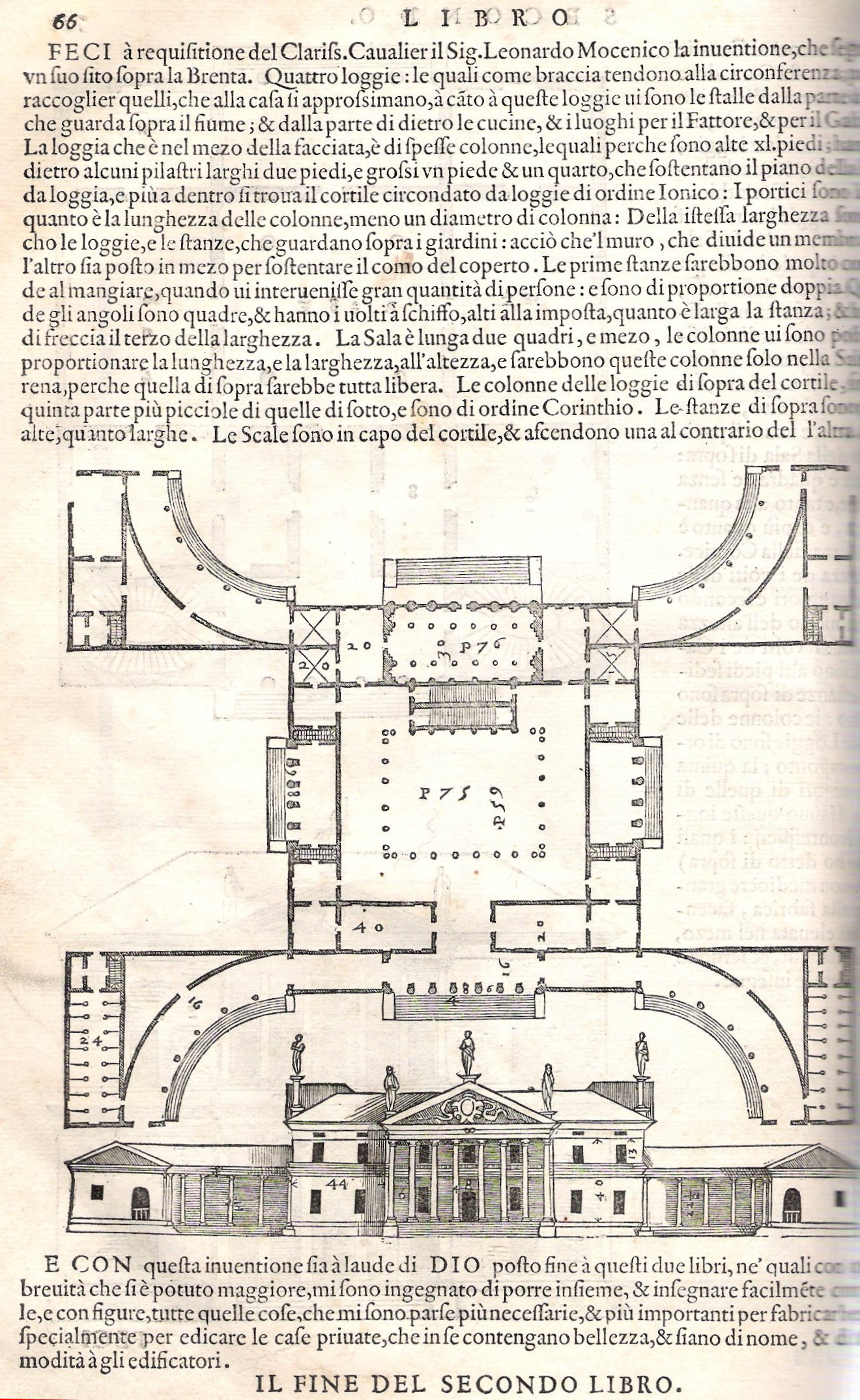
I Quattro Libri dell’Architettura Página com projeto para a Villa Mocenigo, nunca edificada
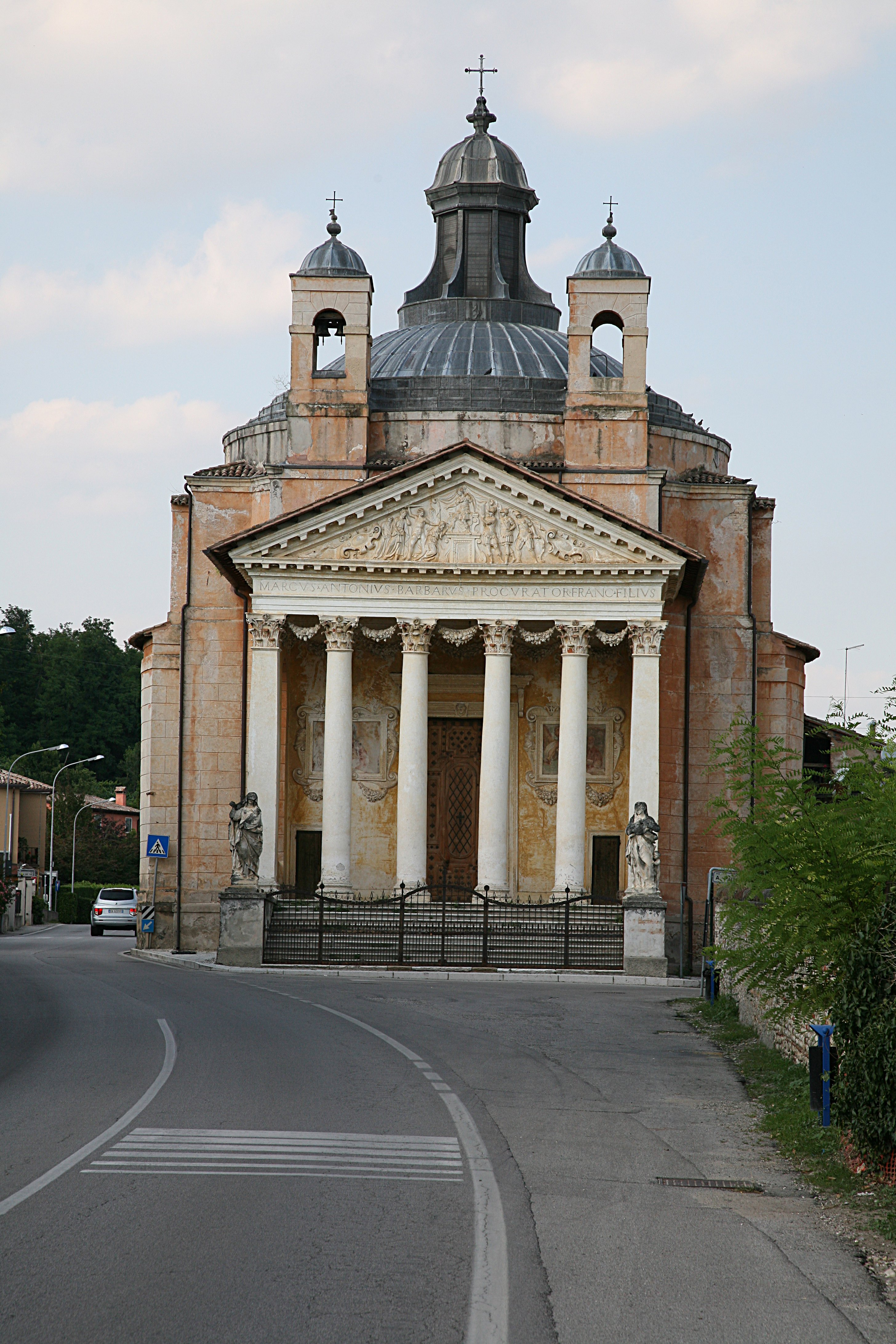
Tempietto Barbaro Maser

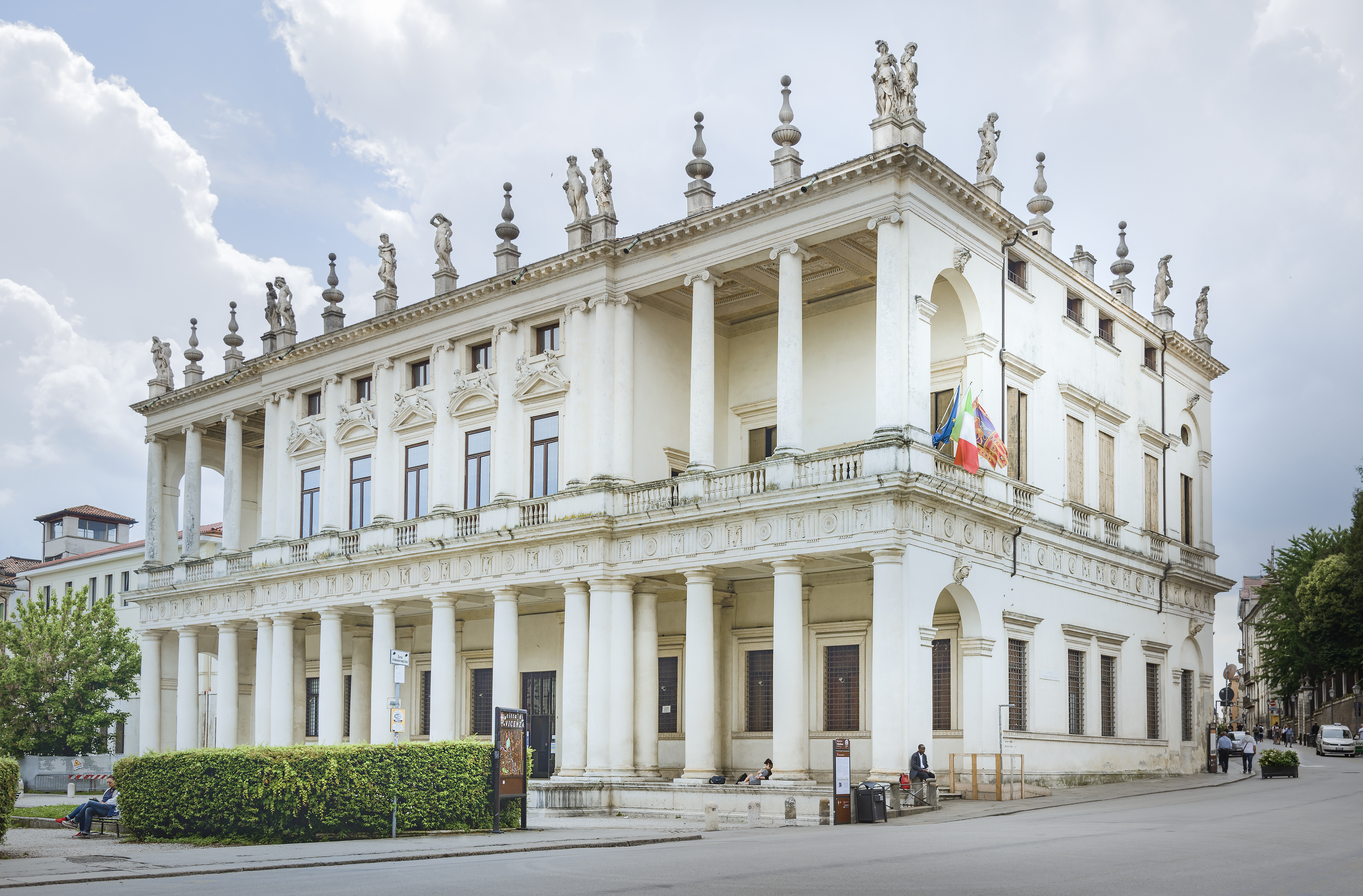
Palazzo Chiericati, Vicenza
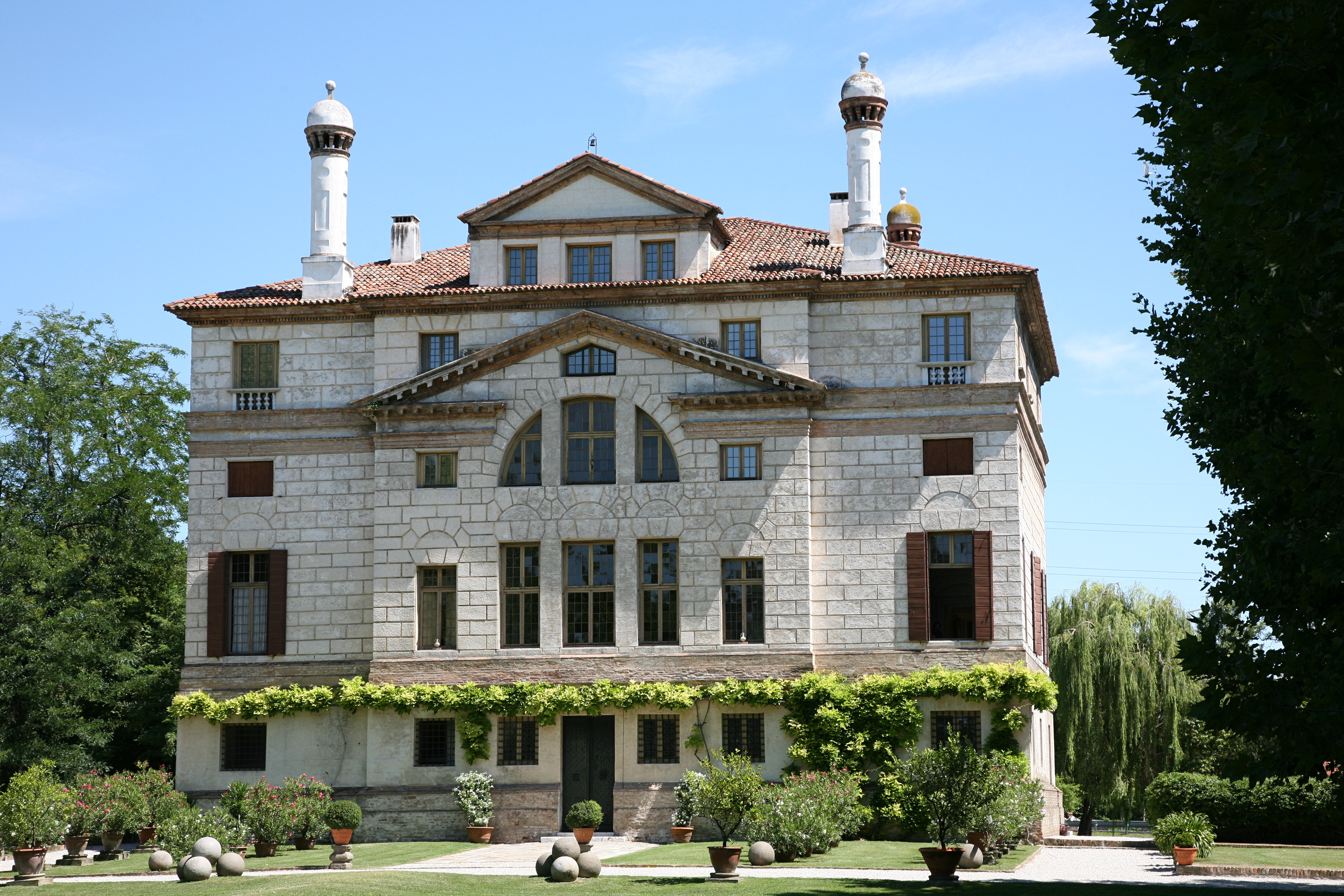
Villa Foscari, fachada traseira
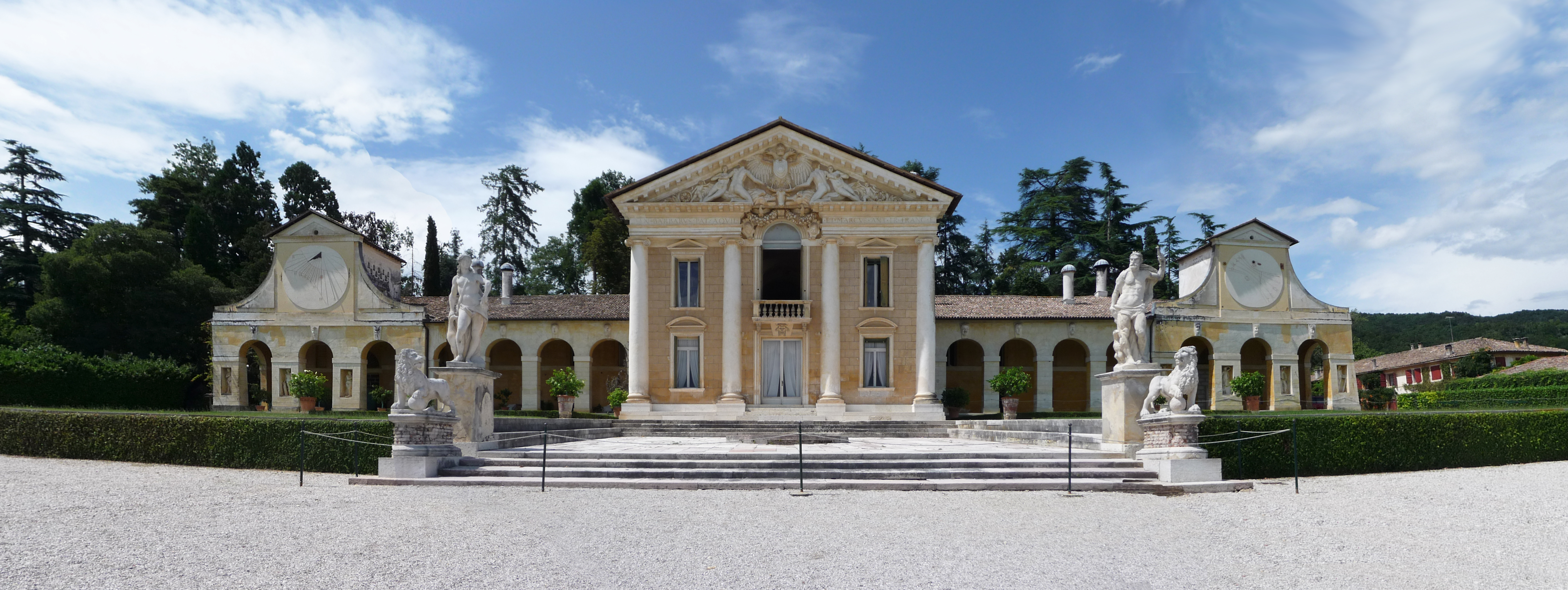
Villa Barbaro, Treviso
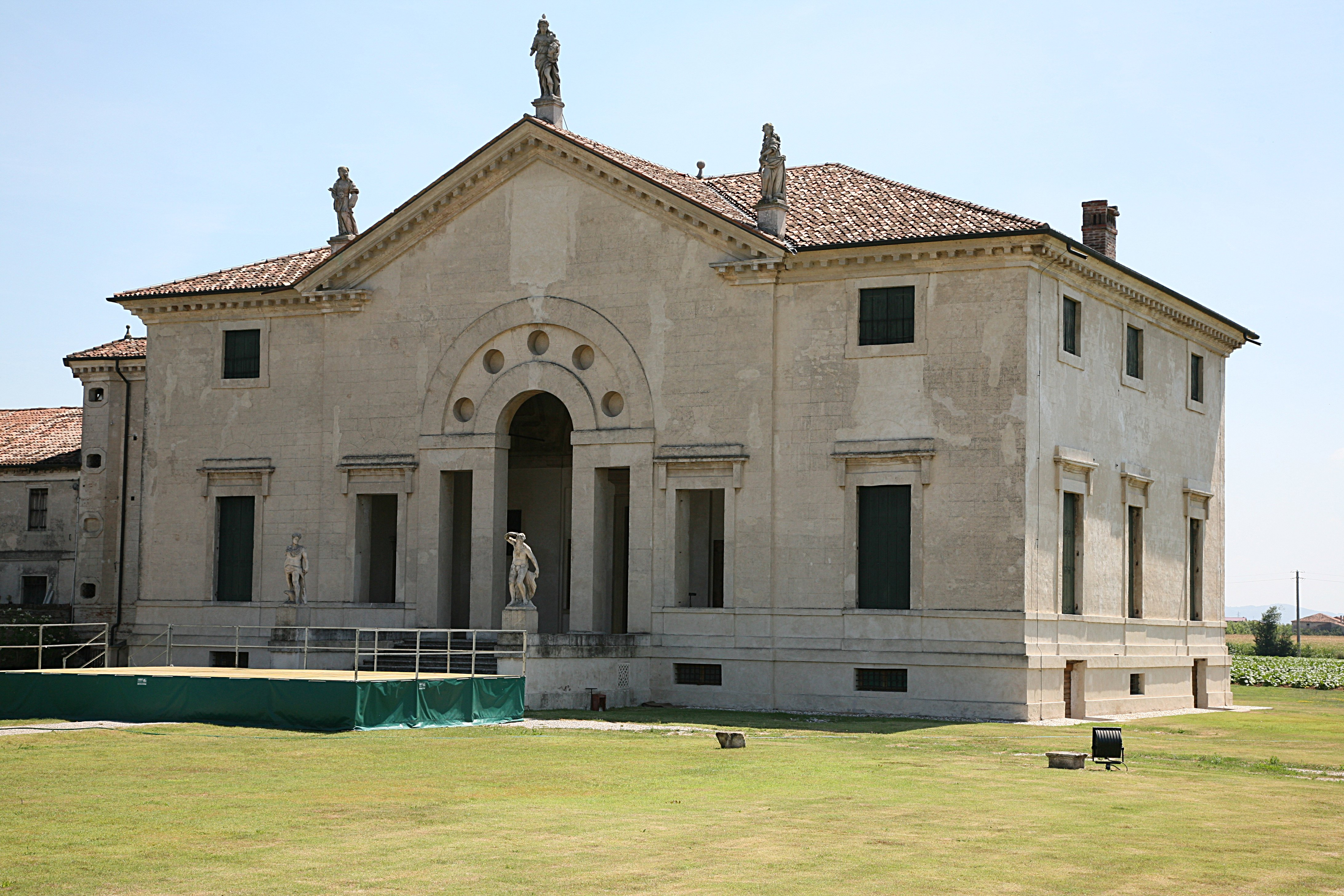
Villa Pojana, Pojana Maggiore, com a típica janela palladiana servindo como pórtico de entrada
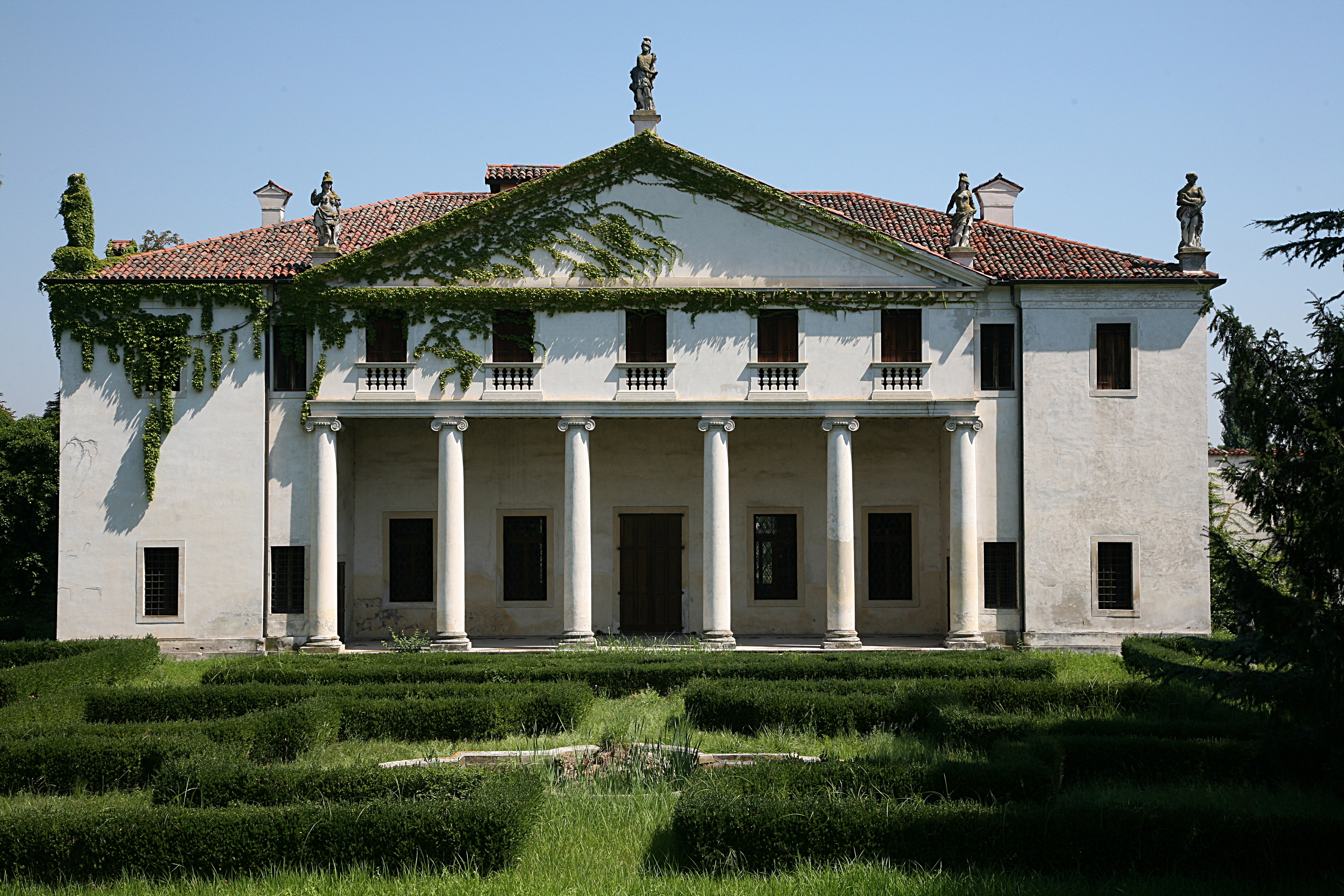
Villa Valmarana Scagnolari Zen, Bolzano Vicentino